# 诺尔曼·马尼亚

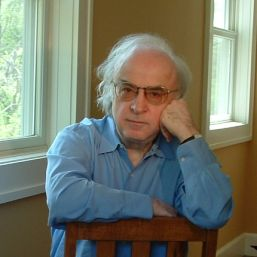
Norman Manea

諾爾曼·馬尼亞（羅馬尼亞語： Norman Manea，1936年7月19日—）是罗马尼亚犹太作家，著有大量小说和散文，描写犹太人大屠杀、共产主义国家日常生活和流亡生涯。后来定居美国，在那里他是巴德学院驻校作家。馬尼亞曾憑小说《小流氓归来》（2003年）獲得2006年美第奇奖，是一部原创的回忆录式小说，时间跨度近80年，从战前、第二次世界大战、共产主义时代一直描写到后共产主义的现代。馬尼亞的作品已有20多种语言的译本。此外马尼亚還憑藉随笔集《论小丑：独裁者与艺术家》获颁全国犹太图书奖。马尼亚的其他著作還有小说《黑信封》以及随笔集《第五个不可能：关于流亡和语言的随笔集》。